# Karlskoga folkhögskola
Karlskoga folkhögskola är en folkhögskola som ligger vid sjön Möckeln, knappt två kilometer från Karlskogas stadskärna. På skolan går det cirka 225 studenter, av vilka ett 60-tal bor på skolan. Huvudman för skolan är Equmeniakyrkan och ungdomsförbundet Equmenia. Elaine Lindblom tillträdde tjänsten som rektor för skolan 2009.
I anslutning till skolan finns Karlskoga folkhögskolas vandrarhem.

## Linjer på skolan
- Allmän kurs
- SFI
- Fritidsledarutbildning
- Distansutbildning för fritidsledare
- Konstlinjen
- Musik och Ljuddesign
- Temakurser på deltid
- Webbdesign